# Alexander Shulgin
Alexander Theodore Shulgin, detto Sasha (Berkeley, 17 giugno 1925 – Berkeley, 2 giugno 2014), è stato un chimico, biochimico e farmacologo statunitense.
Noto al grande pubblico soprattutto per aver riscoperto l'MDMA e aver messo in luce il suo potenziale terapeutico, nella sua vita ha scoperto e sintetizzato 230 diverse molecole psichedeliche, come ad esempio la 2C-B o la STP, testandole su se stesso e documentandone gli effetti nei due libri PiHKAL e TiHKAL (acronimi rispettivamente di Phenethylamines I Have Known And Loved e Tryptamines I Have Known And Loved) scritti a quattro mani assieme a sua moglie Ann. Da sempre impegnato nella battaglia per il recupero degli psichedelici come l'LSD e degli entactogeni come l'MDMA in psicoterapia e in ricerca, è stato definito, per le sue scoperte e per tale impegno civile, il "padrino psichedelico".
Era membro del Mensa.